# Dochodząc do TAK
Dochodząc do TAK. Negocjowanie bez poddawania się (ang. – Getting to YES – Negotiating Agreement Without Giving In) – wydana w 1981 książka poświęcona negocjacjom, która stała się jedną z najważniejszych pozycji na ten temat. Drugie, poszerzone wydanie Dochodząc do TAK ukazało się w 1991. Polskie wydania ukazały się w 1990 (przekład pierwszego) i w 1994 (przekład drugiego; wznawiany wielokrotnie w latach następnych).
Autorami książki byli Roger Fisher, profesor z Uniwersytetu Harvarda, szef Harvard Negotiation Project oraz William Ury. W drugim wydaniu współautorem został Bruce Patton.

## Treść książki
Dochodząc do TAK opisuje metodę negocjacji opartą na zasadach oraz idei „Win-to-win” (każdy wygrywa).
W pierwszym rozdziale: „Problem”, autorzy podkreślają małą efektywność targowania się o stanowiska, czyli o własne żądania względem przedmiotu negocjacji. Zamiast nich, zalecają skupić się na interesach, czyli niewidzialnych motywacjach, które doprowadziły do sformułowania takiego właśnie stanowiska.
Drugi rozdział: „Metoda” jest główną częścią książki i przedstawia metodę składającą się z czterech kroków:
1. Oddziel ludzi od problemu.
2. Skoncentruj się na interesach a nie stanowiskach.
3. Wytwórz wiele wariantów rozwiązania.
4. Nalegaj na stosowanie obiektywnych kryteriów.

Autorzy ilustrują swoje tezy przykładami z amerykańskiej polityki i gospodarki, m.in. z porozumienia w Camp David.
Trzeci rozdział: „Tak, ale...” przedstawia sposoby radzenia sobie w trudnych sytuacjach negocjacyjnych. W sytuacjach, gdy partnerzy negocjacyjni są silniejsi, autorzy proponują opracowanie tzw. BATNA, czyli najlepszej alternatywy dla negocjowanego porozumienia.
Ostatni rozdział dodany w drugim wydaniu zawiera odpowiedzi autorów na dziesięć częstych pytań czytelników pierwszego wydania.
Do pozycji Dochodząc do TAK nawiązuje książka Williama Ury’ego z 1991 pt. Odchodząc od NIE, która skupia się na sytuacjach konfrontacyjnych i przełamywaniu impasów w negocjacjach.